# Round Midnight (Moongarden)
Round Midnight is het vierde studioalbum van Moongarden. De muziekgroep ging hier mee verder op de ingeslagen weg op hun pad binnen de stroming progressieve rock. De muziek vertoont enige gelijkenis met die uit de beginjaren van Porcupine Tree en Radiohead, het is geen vrolijk klinkend album. Het album is opgenomen in de Top Studio Records gedurende het najaar van 2003.

## Musici
- Christiano Roversi – toetsinstrumenten, basgitaar, Chapman Stick
- David Cremoni – gitaar
- Luca Palleschi – zang
- Mirko Taglliasacchi – basgitaar
- Massimiliano Sorrenti – slagwerk

## Muziek
| Nr. | Titel                                                        | Duur  |
| --- | ------------------------------------------------------------ | ----- |
| 1.  | Round midnight                                               | 7:48  |
| 2.  | Wounded                                                      | 7:25  |
| 3.  | Killing the angel                                            | 4:53  |
| 4.  | Lucifero                                                     | 6:36  |
| 5.  | Slowmotion streets                                           | 5:47  |
| 6.  | Learning to live under the ground                            | 10:24 |
| 7.  | Coda: Psychedelic subway ride                                | 1:56  |
| 8.  | Nightmade concrete                                           | 5:42  |
| 9.  | On, by the way, we're so many in this city and so damn alone | 1:54  |